# Little Mischief (film 1914)
Little Mischief è un cortometraggio muto del 1914 di cui non si conosce il nome del regista. Il film, interpretato dalla piccola Helen Badgley, è l'adattamento per lo schermo di una poesia dallo stesso titolo.

## Produzione
Il film fu prodotto dalla Thanhouser Film Corporation.

## Distribuzione
Distribuito dalla Mutual, il film - un cortometraggio in una bobina - uscì nelle sale cinematografiche statunitensi il 6 settembre 1914.